# هانس کخ (افسر اس‌اس)
برای افسر نازی شرکت‌کننده در کودتا علیه هیتلر، هانس کخ راببینید.
هانس کخ (۱۳ اوت ۱۹۱۲–۱۴ ژوئیه ۱۹۵۵) افسر نازی با رتبه اس‌اس-اونترشارفورر و عضوی از کارکنان اردوگاه کار اجباری آشویتس بود. وی در دادگاه آشویتس دادگاهی شد.

## زندگی‌نامه
کخ در تانگرهوته، امپراتوری آلمان به دنیا آمد. او به عنوان دستیار آزمایشگاه کار می‌کرد. او از سال ۱۹۴۰ تا ۱۹۴۵ در آشویتس عضو اس‌اس بود. به دلیل سابقه حرفه‌ای خود، وی در بخش پزشکی در زمینه ضدعفونی کار می‌کرد. یکی از وظایف او (همراه با اس‌اس-اوبرشارفورر یوزف کلر و دیگر کسان) این بود که گاز سیکلون ب را به اتاق‌های گاز وارد کنند. او بعدها اعتراف کرد که پس از شرکت در یک عملیات کشتار، تنها با نوشیدن مقادیر زیادی الکل پیش از خواب می‌توانست سر به بالین بگذارد.
موقعیت کخ توسط متفقین شناسایی شد و در ۳ مه ۱۹۴۷ به مقام‌های لهستانی تحویل داده شد. وی در دادگاه آشویتس در کراکوف توسط دادگاه عالی ملی دادگاهی شد و به ارتکاب نسل‌کشی علیه یهودیان مجرم شناخته شد، اما دادگاه او را به جای اعدام، به حبس ابد محکوم کرد. وی در سال ۱۹۵۵ در زندان گدانسک درگذشت.